# 三法印
三法印，佛教術語，即「诸行无常、诸法无我、涅槃寂靜」，用這三項準則驗證教說是否屬於佛教正法，有如世间印信，用为证明，故名法印。其內容可見於《雜阿含經》，但將其稱為三法印，則出現在根本說一切有部毘奈耶、法蘊論、成實論和大智度論。
南傳上座部與此近似的概念稱為三相（诸行无常、诸行是苦、诸法無我），南傳佛教將其作為一切萬法之特徵。《俱舍論》也舉出「一切有為皆非常性、一切有漏皆是苦性、一切法空非我性」，稱為四念處的共相。

## 字義
三法印中的「印」，可對應到梵語：，是圖章、印章之意。如普光在《俱舍論記》中，認為三法印如同印章，可用來印證佛法，因此得名。

## 起源
三法印的內容最早出自《雜阿含經》中，諸比丘教導闡陀的內容，為無常、無我、涅槃寂滅三者，但在《雜阿含經》中並未稱此為法印。正式舉出三法印的名稱，則是在《根本說一切有部毘奈耶》，與說一切有部《法蘊足論》中。印順法師認為，三法印是由三三昧發展而來。

龍樹《大智度論》中，將一切諸行無常，一切法無我，涅槃寂滅三者，並列合稱三法印：
|  | 「通達無礙」者，得佛法印故，通達無礙；如得王印，則無所留難。問曰：何等是佛法印？答曰：諸佛法印有三種：一者：有為法，念生滅皆無常；二者：一切無為，念不生皆無我；三者：寂滅涅槃。 |

《成實論》中有相同記載，大乘佛教佛經中亦有記載。

## 其他法印說

### 諸佛教印
七佛通戒偈：「諸惡莫作，眾善奉行；自淨其意，是諸佛教。」

### 聖法印
《雜阿含經》中，將隨順三解脫門，觀察無常，離慢知見，得清淨見，稱之為「聖法印」。
《瑜伽師地論》解釋了「聖法印」，由遍知無常等八相，出離過患，善遍知『一切法中無有我性』。

### 四法印
《增壹阿含經》將「一切諸行皆悉無常，一切諸行苦，一切諸行無我，涅槃為永寂」，稱為四法本末。
《菩薩地持經》稱為「四憂檀那」：「一切行無常，一切行苦，一切法無我，涅槃寂滅」，《瑜伽師地論》稱為四種法嗢拖南：一切諸行皆是無常，一切諸行皆悉是苦，一切諸法皆無有我，涅槃寂静，此四者為欲令有情清淨，依三解脫門，而說的「可記事教」。
《法集名數經》亦說一切行無常，一切行苦，一切法無我，涅槃寂靜為四法印（梵語：dharmapadāni）。
《佛為海龍王說法印經》說有四殊勝法，念誦：諸行無常，一切皆苦，諸法無我，寂滅為樂。

### 五法印
天台宗將《維摩詰經》摩訶迦旃延敷演五義的段落，視作五法印：無常（諸行無常），苦（諸漏是苦），空（諸法本空），無我（諸法無我），寂滅（涅槃寂靜）。敦煌文獻《毘尼心》也有以五法印驗大乘：一切無常，一切法苦，一切法空，一切法無我，一切法寂滅的說法。

### 實相印
《妙法蓮華經》中有實相印。天台宗智者大師在《法華玄義》中，以諸法實相為一實相印，為大乘佛教的判準。這說法即是來自《大智度論》，以「一切法不生不滅，一相，所謂無相，無相即寂滅涅槃」作為實相印。

## 解說
漢傳佛教以三法印印證佛經的真偽，最典型論述如智顗《妙法蓮華經玄義》：
|  | 釋論云。諸小乘經。若有無常無我涅槃三印印之。即是佛說。修之得道。無三法印即是魔說。大乘經但有一法印。謂諸法實相。名了義經。能得大道。若無實相印是魔所說。 |

- 诸行无常：是说一切世间法无时不在生住异灭中，过去有的，现在起了变异，现在有的，将来终归幻灭；藉因緣所生之諸行法，當因緣變化時，即無法保有常恆不變之相。
- 诸法无我：是说在一切有为无为的诸法中，无有我的实体，亦即無有本來自在、不藉諸緣出生、常恆不變的本體；所谓我的存在只是相对的生理和心理幻象。
- 涅槃寂静：是说涅槃的境界，無有一切生死的煩惱與痛苦，无为安乐，故涅槃是寂静的；具有不生不滅、不垢不淨、不增不減、不一不異、不常不斷、不來不去的般若中道體性義。

## 影響
三法印同時也是佛教與在其之前的婆羅門教以及其他沙門教派，相比較時的主要不同之處。佛教在許多方面，承襲或相似於婆羅門教和沙門傳統，如禪定、頭陀行等，佛教反對苦行：悉達多太子雖曾在苦行林苦修六年。後來他覺悟到苦行非正道，不能解脫。於是捨棄苦行，另求正法。三法印即是佛教與婆羅門教的不同處，三法印為佛所宣說，用來印證真如體性。

## 引用
1. ↑  普光《俱舍論記》卷1：「經教雖多，略有三種，謂三法印：一諸行無常，二諸法無我，三涅槃寂靜。謂四法印：四法印即是諸法實相，此印諸法，故名法印。若順此印，即是佛經。若違此印，即非佛說。」
2. ↑  《雜阿含經》卷10〈262經〉：「佛般泥洹未久。……諸比丘語闡陀言：『色無常，受、想、行、識無常，一切行無常，一切法無我，涅槃寂滅。』」
3. ↑  《根本說一切有部毘奈耶》：「時摩竭魚聞是語已。於世尊所深生敬信。世尊即為說三句法。告言賢首。諸行皆無常。諸法悉無我。寂靜涅槃即證得諸法實相。是名三法印。」
4. ↑  玄奘譯《法蘊足論》卷12：「於三法印，而起猶預：為一切行無常？為非一切行無常？為一切法無我？為非一切法無我？為涅槃寂靜？為非涅槃寂靜？」
5. ↑  印順《空之探究》：「從空，無所有，無相，著重於正觀的三三昧，演化為空，無願，無相的三三昧，只是著重於 出世道的出發於厭離，終於不願後有生死的相續而解脫。在聖道中，依無常（苦）而引發的厭離 （無願），是有重要意義的。」
6. ↑  《大智度論》卷二十二
7. ↑  《大智度論》卷十五：復次菩薩雖未得無漏道，結使未斷。能信無漏聖法及三種法印。
一者，一切有為生法無常等印。
二者，一切無為生法無我等印。
三者，涅槃實相法印。
得道賢聖人自得自知。菩薩雖未得道，能信能受，是名「法忍」。
8. ↑  《成實論》卷1〈法寶論初三善品〉：「又佛法中，有三法印：一切無我，有為諸法念念無常，寂滅涅槃。是三法印。」
9. ↑  《蓮花面經》卷下：「佛告阿難，佛缽舍利所放光明，復更至於十方世界。於其光中，而說偈言：『一切行無常，一切法無我，及寂滅涅槃，此三是法印。』」
10. ↑  《雜阿含經》卷3〈80經〉：「爾時，世尊告諸比丘：『當說聖法印，及見清淨，諦聽！善思！……若有比丘作是說：「我得空，能起無相、無所有、離慢知見。」者，此則善說，所以者何？若得空已，能起無相、無所有，離慢知見者，斯有是處。……無常者，是有為行，從緣起，是患法、滅法、離欲法、斷知法，是名聖法印知見清淨。』」
11. ↑  竺法護譯《佛說聖法印經》：「是時，佛告諸比丘：『聽！諸比丘！』……『當為汝說聖法印所應威儀，現清淨行，諦聽！善思念之！』佛言：『比丘！假使有人說不求空，不用無想，欲使興發至不自大禪定之業，未之有也。設使有人慕樂空法，志在無想，興發至要消除自大、憍慢之心禪定之業，此可致矣，輒如道願，普有所見，所以者何？慕樂於空，欲得無想、無慢自大見，於慧業皆可致矣。何謂比丘聖法印者，其聖法印所可更習，至清淨見？假使比丘處於閑居，若坐樹下空閑之處，解色無常，見色本無；已解無常，解至空無，皆為怳惚、無我、無欲，心則休息，自然清淨而得解脫，是名曰空。……得致柔順之定……以故謂言至於無想，故曰無欲……其心續存柔順之定，彼則見除所有貪婬、瞋恚、愚癡，是故，名曰無欲之定……曉了是者，乃知無本，得至降伏消一切起，得入道行，是乃逮致除於自大無慢放逸禪定之業，現清淨行，是則名曰由聖法印清淨之業，從始至終，究竟本末。』」
12. ↑  施護譯《佛說法印經》：「佛告苾芻眾言：「汝等當知，有聖法印，我今為汝分別演說。……諸苾芻！此法印者，即是三解脫門，是諸佛根本法，為諸佛眼，是即諸佛所歸趣故。是故汝等，諦聽諦受，記念思惟，如實觀察。」
13. ↑  《雜阿含經》卷3〈80經〉：「無常者，是有為，行，從緣起，是患法，滅法，離欲法，斷知法。是名聖法印，知見清淨。是名比丘當說聖法印，知見清淨。」
14. ↑  《瑜伽師地論》：「復次、於諸行中，略有二種離增上慢、觀無我見。何等為二？一不善清淨，二善清淨。……當知此智，由二因緣，不善清淨。……由是因緣，作如是念，我今於空，能修能證，空是我有，由是空故，計我為勝。如空，無相及無所有，當知亦爾。……又由八相，能遍了知，遍了知故，除諸過患，當知是名，極善清淨，離增上慢，無我真智。
  1. 又於此中，已滅壞故，滅壞法故，說名無常。
  2. 諸業煩惱所集成故，說名有為。
  3. 由昔願力所集成故，名思所造。
  4. 從自種子現在外緣所集成故，說名緣生。
  5. 於未來世衰老法故，說名盡法。
  6. 死歿法故，說名歿法。
  7. 未老死來為疾病等種種災橫所逼惱故，名破壞法。
  8. 由依現量，能離欲故，能斷滅故，名於現法，得離欲法及以滅法。

當知此中，除離欲法及以滅法，由所餘相，略觀三世所有過患，由所除相，觀彼出離。若由如是，過患出離，遍知彼識，名善遍知：『一切法中無有我性』，名諸法印。即此法印，隨論道理，法王所造，於諸聖身，不為惱害，隨喜能得一切聖財，由此自然吉安，超度生死廣大險難長道，是故亦名眾聖法印。」

印順《雜阿含經論會編》：「若由如是過患、出離，遍知彼識，名善遍知。一切法中無有我性，名諸法印。」
15. ↑  《增壹阿含經》卷18〈26 四意斷品〉：「今有四法本末，如來之所說。云何為四？一切諸行無常，是謂初法本末，如來之所說。一切諸行苦，是謂第二法本末，如來之所說。一切諸行無我，是謂第三法本末，如來之所說。涅槃為永寂，是謂第四法本末，如來之所說。是謂，諸賢！四法本末，如來之所說。」」(CBETA, T02, no. 125, p. 640, b13-19)
16. 1 2  Tse-fu Kuan.  (PDF). : 174  [2024-06-01]. （原始内容存档 (PDF)于2023-09-11）.
17. ↑  《瑜伽師地論》卷46：「復有四種法嗢拖南，諸佛菩薩欲令有情清淨故說。何等為四：一切諸行皆是無常，是名第一法嗢拖南。一切諸行皆悉是苦，是名第二法嗢拖南。一切諸法皆無有我，是名第三法嗢拖南。涅槃寂靜，是名第四法嗢拖南。諸佛菩薩多為有情，宣說如是法相應義，是故說名法嗢拖南。」
18. ↑  《菩薩地持經》卷8：「有四憂檀那法，諸佛菩薩為令眾生清淨故說。云何為四：一切行無常是憂檀那法，一切行苦是憂檀那法，一切法無我是憂檀那法，涅槃寂滅是憂檀那法。諸佛菩薩具足此法，復以此法傳授眾生，是名憂檀那。」
19. ↑  《瑜伽師地論》：「由三解脫門增上力故，當知建立四種法嗢拕南，謂空解脫門，無願解脫門，無相解脫門。一切行無常，一切行苦者，依無願解脫門，建立第一、第二法嗢拕南。一切法無我者，依空解脫門，建立第三法嗢拕南。涅槃寂靜者，依無相解脫門，建立第四法嗢拕南。」
20. ↑  《瑜伽師地論》：「教導略有十二。所謂事教。想差別教。觀自宗教。觀他宗教。不了義教。了義教。世俗諦教。勝義諦教。隱密教。顯了教。可記事教。不可記事教。……可記事教者。謂四種法嗢拕南教。即一切行無常。乃至涅槃寂靜。如是等類所有言教。……」
21. ↑  《法集名數經》卷1：「云何四法印。所謂一切行無常。一切行苦。一切法無我。涅槃寂靜。」 (CBETA, T17, no. 764, p. 660, c22-23)
22. ↑  維摩經略疏垂裕記：「荊溪云：對三法者，夫開合者適物所宜，一切經論文無不爾。今此開合亦但於類例同者合之為三。若開為五，為五法印有何不可？」
23. ↑  《維摩詰所說經》卷1〈弟子品〉：「憶念昔者佛為諸比丘略說法要，我即於後敷演其義，謂無常義、苦義、空義、無我義、寂滅義。」
24. ↑  《妙法蓮華經》卷1〈方便品〉：「我以相嚴身，光明照世間，無量眾所尊，為說實相印。」
25. ↑  《妙法蓮華經玄義》卷8：「釋論云：『諸小乘經，若有無常、無我、涅槃三印印之，即是佛說。修之得道。無三法印即是魔說。』大乘經但有一法印，謂諸法實相，名了義經，能得大道。若無實相印，是魔所說。」
26. ↑  《大智度論》卷22：「問曰。佛說聲聞法有四種實。摩訶衍中有一實。今何以故說三實。答曰。佛說三種實法印。廣說則四種。略說則一種。無常即是苦諦集諦道諦說。無我則一切法說。寂滅涅槃即是盡諦。復次有為法無常。念念生滅故。皆屬因緣無有自在。無有自在故無我。無常無我無相故心不著。無相不著故。即是寂滅涅槃。以是故，摩訶衍法中，雖說一切法不生不滅，一相，所謂無相，無相即寂滅涅槃。」(CBETA, T25, no. 1509, p. 223, b3-10)
27. ↑   《俱舍論記》卷1：「若順此印即是佛經，若違此印即非佛說。」
28. ↑  大正藏《妙法蓮華經玄義》卷八
29. ↑  .  . 维基文库. 猶如有人行外苦行，非是如來所說正行，自以為樂，此是如來之所呵責。